# 大聖寺町
大聖寺町（だいしょうじまち）は、かつて石川県江沼郡に存在した町。現在の加賀市中心部に相当し、江戸時代は大聖寺藩の城下町として発展した。

## 名称
錦城山に白山寺の末寺の白山五院の一つ大聖寺があったことが名称の由来である。養老元年（714年）には、越前国の僧泰澄が日本三名山（三霊山）の一つである白山に初めて登って修行・開山し、これが白山信仰の元となった。その流れを汲む白山五院のひとつが大聖寺であった。残りの4ヶ寺は柏野寺、薬王院温泉寺、極楽寺、小野坂寺である。

## 地理
町の東西を大聖寺川が流れる。大聖寺川は城下町の中でも蛇行して流れていたためかつては氾濫が止まず、川を直線化したり、上流に我谷ダムや九谷ダムが設置されて収まったという。北国街道が通る交通の要衝であり、江戸時代には宿場町として栄えた。
- 山岳
  - 錦城山
- 河川
  - 大聖寺川
  - 旧大聖寺川
- 河川

## 歴史
- 1879年（明治12年）4月〜5月 - 旧大聖寺藩家老らが企画して大聖寺博覧会を開催。
- 1889年（明治22年）4月1日 - 町村制の施行により、大聖寺城の城下町60町の区域をもって、大聖寺町が発足する。
- 1897年（明治30年）9月20日 - 国鉄北陸本線が開通し、隣接する三木村熊坂に大聖寺駅が開業。
- 1934年（昭和9年）9月9日 - 大聖寺町仲町から出火。約340戸の家屋が全半焼したほか大聖寺町役場、大聖寺小学校、裁判所出張所、県織物検査所なども焼失（大聖寺大火）。消火活動には金沢第9師団の工兵隊も参加した[1]。
- 1935年（昭和10年）6月15日 - 福田村を編入する。
- 1935年（昭和10年）7月 - 大字極楽寺を大字畑に名称を変更する。
- 1954年（昭和29年）3月10日 - 瀬越村を編入する。
- 1958年（昭和33年）1月1日 - 大聖寺町、橋立町、片山津町、動橋町、山代町、南郷村、三谷村、三木村及び塩屋村が合併して、加賀市が発足する。大聖寺町の町及び字は大聖寺の名を冠して加賀市の町名に継承。

## 経済
江戸時代から織物業が町の主要産業として発達した。近代には「大聖寺羽二重」として知られ、海外にも輸出された。近代における大聖寺の機業家としては、篠原藤平、清水孝平、豊田鍋吉などが知られる。近代には自転車やオートバイの部品であるリム・チェーンの製造も栄えた。

## 教育
- 石川県立大聖寺高等学校
- 石川県立大聖寺高等学校定時制課程
- 大聖寺町立錦城中学校
- 大聖寺町立錦城小学校

## 交通
国鉄北陸本線には大聖寺駅があるが、所在地は大聖寺町ではなく三木村熊坂だった。

## 娯楽
- 加賀東映北国劇場 - 映画館[2]。
- 南映劇場 - 映画館[2]。

## 名所・旧跡・観光スポット

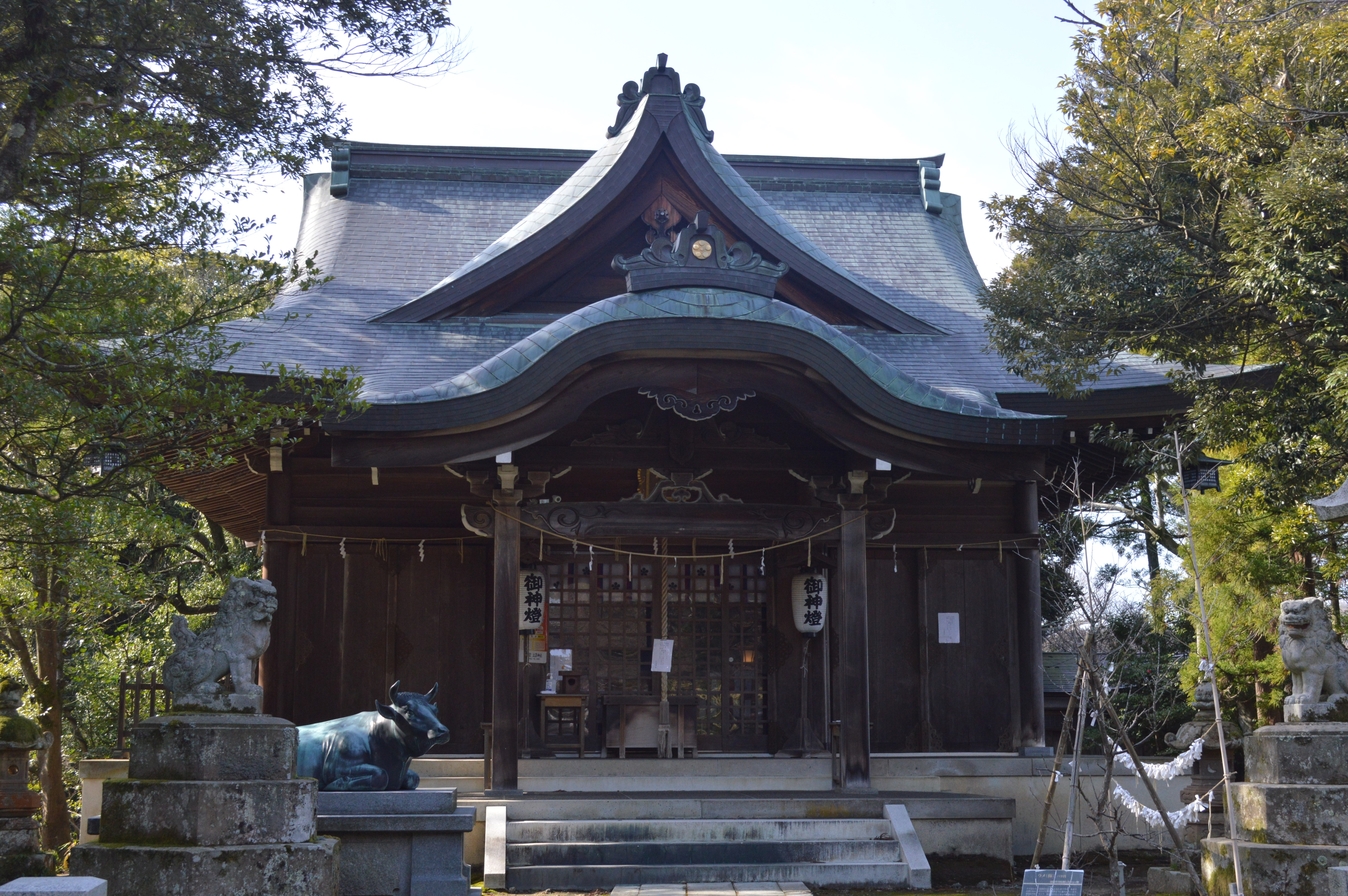
江沼神社

- 江沼神社 - 県社。大聖寺藩3代藩主前田利直によって菅原道真が祀られた天満天神社が創始。
  - 江沼神社庭園 - 池泉回遊式庭園。かつて大聖寺藩の陣屋があった場所[3]。
  - 長流亭 - 重要文化財。小堀遠州ゆかりの建造物。
- 大聖寺城
- 本善寺 - 真宗大谷派。
- 願成寺 - 真宗大谷派。
- 毫摂寺 - 真宗大谷派。
- 慶徳寺 - 真宗大谷派。
- 専称寺 - 真宗本願寺派。「河崎専称寺」。
- 松縁寺 - 浄土宗。
- 山ノ下寺院群
  - 実性院 - 曹洞宗。大聖寺藩主前田家の菩提寺[4]。「萩の寺」。
  - 蓮光寺 - 日蓮宗。
  - 久法寺 - 法華宗。日本初の鉛筆を作った柿澤理平の墓がある[4]。
  - 全昌寺 - 曹洞宗。松尾芭蕉が立ち寄り、芭蕉の句碑がある[4]。
  - 正覚寺 - 浄土宗。
  - 宗寿寺 - 日蓮宗。大聖寺藩関所の門が山門として移設されている[4]。
  - 本光寺 - 法華宗。文筆家の深田久弥の墓がある[4]。
- 大聖寺の時鐘堂 - 初代は寛文7年（1667年）創建。2003年（平成15年）再建。
- 旧新家家住宅

## 出身著名人
- 岩原謙三 - 実業家。日本放送協会初代会長。
- 竹田儀一 - 弁護士・実業家・政治家。
- 飛鳥井孝太郎 - ノリタケカンパニーリミテド創業者、元同志社教授。
- 深田久弥 - 「日本百名山」などで知られる文筆家。
- 岩田鳴球 - 俳人。元大本統理補。